# Municipio de Ocampo (Coahuila)
El municipio de Ocampo es uno de los 38 municipios en los que se divide el estado mexicano de Coahuila, ubicado en su región desértica. Su cabecera municipal es la ciudad homónima. Es el municipio más grande del estado de Coahuila, y el tercero del país.

## Geografía
Ocampo ocupa todo el sector noroeste del estado de Coahuila, completamente dentro del Bolsón de Mapimí y del Desierto de Chihuahua. Limita al sur con los municipios de Cuatrociénegas, Sierra Mojada y Lamadrid, al este con los municipios de Múzquiz, San Buenaventura y Nadadores, al oeste con el municipio de Sierra Mojada y con el estado de Chihuahua, donde corresponde a los municipios de Camargo y Manuel Benavides y al norte con el municipio de Acuña y con el estado de Texas en los Estados Unidos, particularmente con el condado de Brewster.
Tiene una extensión territorial de 26,433.60 km², que representan el 17.44% del total del territorio de Coahuila, siendo el municipio más extenso del estado, y el tercer municipio más extenso de México, únicamente superado por los de Mulegé, Baja California Sur y San Quintín, Baja California (2020).

### Orografía e hidrografía
El territorio de Ocampo se extiendo completamente dentro del Bolsón de Mapimí, por lo cual es mayormente plano al ser este el extremo norte de la Altiplanicie Mexicana, sin embargo, el territorio también es surcado por varias serranías de importancia, la mayor parte de las cuales tiene un sentido longitudinal de norte a sur, al noroeste se encuentran la Sierra del Carmen, las de San Vicente y La Harina, al este La Encantada, El Pino, y Eutimias, al sureste El Palomino, El Fuste, El Capulín, San Francisco y El Caballero; y al oeste La Concordia y La Máquina. Al noreste del territorio se encuentra la Sierra de Santa Rosa, al sur se encuentra la Sierra La Madera
Completamente desértico, en el municipio no existen corrientes fluviales permanentes a excepción del río Bravo que en el norte marca la Frontera entre Estados Unidos y México, además de pequeñas corrientes estacionales e intermitentes que descienden desde las serranías. Como en todo el Bolsón de Mapimí, en Ocampo existen varias lagunas formadas por las cuencas cerrada o endorreicas que caracterizan al norte de México, estas lagunas permanecen mayormente secas por razones climatológicas formando valles en los que se depositan minerales como la sal, como estas se encuentran en el sur la Laguna La Leche, al suroeste la Laguna del Rey y en el oeste la Laguna El Guaje, además del Lago Piedritas.
Hidrológicamente, en el territorio del municipio de Ocampo se conjuntan cinco diferentes cuencas hidrológicas, pertenecientes a dos regiones hidrológicas, la porción centro-oeste del municipio integra la Cuenca Laguna del Guaje-Lipanes y la zona suroeste la Cuenca Laguna del Rey, ambas cuencas pertenecen a la Región hidrológica Mapimí; todo el sector norte del municipio pertenece a su vez a la Cuenca Río Bravo-Ojinaga y la zona sureste y este forma parte de la Cuenca Presa Falcón-Río Salado, finalmente, un pequeño sector del extremo noreste del municipio pertenece a la Cuenca Río Bravo-Presa de la Amistad, todas estas cuencas integran la Región hidrológica Bravo-Conchos.

### Clima y ecosistemas
El clima que se registra en el municipio de Ocampo es sumamente extremoso, el propio del desierto, con altas temperaturas en el verano y bajas en el invierno, además con una pluviosidad escasa. Los climas, la temperatura y la pluviosidad son afectadas principalmente por la actitud, así en las serranías aisladas en medio de la planicie, el clima se diferencia del resto, creando pequeños ecosistemas aislados.
La mayor parte del territorio registra clima Muy seco semicálido, el que mayor extensión ocupa en el estado de Coahuila, existen además otros tres tipos de clima registrados en las zonas serranas del municipio, principalmente al sur, sureste y en una zona del centro de territorio se registra clima Seco templado, a todo lo largo de los límites este del municipio el clima registrado es Seco semicálido y en dos sectores diferente, uno al noreste y otro al extremo sur, el clima es Semiseco templado. la temperatura media anual se registra en zonas variadas, siendo en la mayor parte del territorio superior a los 20 °C y en un rango de 18 a 20 °C, pequeñas zonas al sur y noreste registran rangos menores, de 16 a 18 °C y de 14 a 16 °C; la precipitación pluvial es muy escasa, registrándose en el municipio dos zonas con promedio inferior a los 200 mm, la gran mayoría del territorio se encuentra en el rango de 200 a 300 mm y a mayores altitudes del centro y noreste llega a 300 a 400 mm y de 400 a 500 mm.
La flora del municipio es la típica del desierto, prácticamente en todo el territorio se encuentra matorral desértico, en el cual las principales especies son candelilla, guajilla, gobernadora, guayule, zacate y samandoca, en algunas zonas se puede encontrar pastizal, y en un sector del norte, debido a la altud de las sierras, se encuentra Bosque templado, en el cual abunda el pino y el cedro. Entre las especies animales que se pueden encontrar en el municipio están oso, venado y aves de rapiña, así como reptiles.

## Demografía
De acuerdo con los resultados del Conteo de Población y Vivienda de 2005 llevado a cabo por el Instituto Nacional de Estadística y Geografía la población del municipio de Ocampo es de un total de 10,183 habitantes, de estos 5,286 son hombres y 4,897 son mujeres; por tanto el índice de población masculina es del 51.9%, el 34.0% de la población es menor de 15 de años de edad, mientras que el 59.2% se encuentra entre los 15 y los 64 años de edad, el 32.2% de la población es considerada urbana al habitar en localidades de 2,500 o más habitantes, finalmente únicamente el 0.1% de la población de 5 años y más es hablante de alguna lengua indígena.
La tasa de crecimiento anual de la población de Ocampo en el periodo de 2000 a 2005 es de -2.9%, la más baja de todo el estado de Coahuila, lo que se refleja en la continua reducción de la población, siendo sus principales motivos la emigración por empleo y estudios, y la muy baja actividad económica, pues esta prácticamente se encuentra reducida a actividades derivadas de la explotación minera como en Laguna del Rey.
| Evolución demográfica del municipio de Ocampo |        |        |        |
|                                               |        |        |        |
| Año                                           | 1995   | 2000   | 2005   |
| Población                                     | 13,389 | 12,019 | 10,183 |

### Localidades
En el Censo de 2020 el municipio de Ocampo contaba con 127 localidades.
| Código INEGI      | Localidad         | Población (2020) |
| ----------------- | ----------------- | ---------------- |
| 050230001         | Ocampo            | 3 651            |
| 050230453         | Laguna del Rey    | 2 369            |
| 050230410         | Chula Vista       | 1 840            |
| Otras localidades | Otras localidades | 1 782            |
| Total municipal   | Total municipal   | 9 642            |

## Política
El Municipio de Ocampo fue creado el 3 de julio de 1890 por el Congreso de Coahuila, segregando su territorio del municipio de Cuatrociénegas. El gobierno le corresponde al ayuntamiento, este está conformado por un Presidente Municipal, un síndico y un cabildo formado por cuatro regidores de mayoría relativa, todos son electos para un periodo de cuatro años que no es renovable para el periodo inmediato; en la actualidad el periodo del Ayuntamiento inicia el día 1 de enero del año siguiente a la elección.

### Representación legislativa
Para la elección de Diputados, tanto locales al Congreso de Coahuila como federales a la Cámara de Diputados de México, el municipio se encuentra integrado en los siguientes distritos:
Local:
- XIV Distrito Electoral Local de Coahuila con cabecera en la ciudad de Frontera.[16]

Federal:
- II Distrito Electoral Federal de Coahuila con cabecera en San Pedro de las Colonias.[17]

### Presidentes municipales
- (1982 - 1984): Armando García Ramos
- (1985 - 1987): Raúl Cuéllar Fuentes
- (1988 - 1990): Fernando Ricardo Campos Sánchez
- (1991 - 1993): Santos Garza Nájar
- (1994 - 1996): Ramón García González
- (1997 - 1999): José Luis González Melchor
- (2000 - 2002): David Delgado Ortega
- (2003 - 2005): Jaime Javier Muza Bernal
- (2006 - 2009): Javier Francisco López Morales
- (2010 - 2013): Pilar Gómez Romero
- (2014 - 2017): José Alfonso Pecina Medrano
- (2017 - 2018): Arsedalia Ramírez Gaytán
- (2019 - 2022): Laura Mara Silva Fernández
- (2012 - 2025): Laura Mara Silva Fernández